# Pilea racemosa
Pilea racemosa är en nässelväxtart som först beskrevs av John Forbes Royle, och fick sitt nu gällande namn av Takasi Tuyama. Pilea racemosa ingår i släktet pileor, och familjen nässelväxter. Inga underarter finns listade i Catalogue of Life.